# المؤتمر الدولي للتعلم الآلي
المؤتمر الدولي للتعلم الآلي (بالإنجليزية: International Conference on Machine Learning)‏ يرمز الاختصار إلى (ICML) هو المؤتمر الأكاديمي الدولي الرائد في التعلم الآلي. إلى جانب مؤتمر نظم معالجة المعلومات العصبية (NeurIPS) والمؤتمر الدولي للتمثيلات التعليمية (ICLR). يعد المؤتمر أحد المؤتمرات الرئيسية الثلاثة ذات التأثير الكبير في التعلم الآلي وأبحاث الذكاء الاصطناعي. وهي مدعومة من قبل الجمعية الدولية لتعلم الآلة (IMLS). تختلف التواريخ الدقيقة من سنة إلى أخرى، ولكن من المقرر تقديم الأوراق الورقية بشكل عام في نهاية شهر يناير، ويُعقد المؤتمر عمومًا خلال شهر يوليو التالي. عقد أول مؤتمر دولي للتمثيلات التعليمية (ICML) عام 1980 في بيتسبرغ.

## مواقع عرض المؤتمر
- المؤتمر الدولي للتعلم الآلي 2023 سول، كوريا الجنوبية
- المؤتمر الدولي للتعلم الآلي 2022 بالتيمور، ماريلاند، الولايات المتحدة
- المؤتمر الدولي للتعلم الآلي 2021 فيينا، النمسا (مؤتمر افتراضي)
- المؤتمر الدولي للتعلم الآلي 2020 فيينا، النمسا (مؤتمر افتراضي)
- المؤتمر الدولي للتعلم الآلي 2019 لوس أنجلوس، الولايات المتحدة
- المؤتمر الدولي للتعلم الآلي 2018 ستوكهولم، السويد
- المؤتمر الدولي للتعلم الآلي 2017 سيدني، أستراليا
- المؤتمر الدولي للتعلم الآلي 2016 مدينة نيويورك، الولايات المتحدة
- المؤتمر الدولي للتعلم الآلي 2015 ليل، فرنسا
- المؤتمر الدولي للتعلم الآلي 2014 بكين، الصين
- المؤتمر الدولي للتعلم الآلي 2013 أتلانتا، الولايات المتحدة
- المؤتمر الدولي للتعلم الآلي 2012 إدنبرة، بريطانيا العظمى
- المؤتمر الدولي للتعلم الآلي 2011 بلفيو، الولايات المتحدة
- المؤتمر الدولي للتعلم الآلي 2020 فلسطين المحتلة
- المؤتمر الدولي للتعلم الآلي 2009 مونتريال، كندا
- المؤتمر الدولي للتعلم الآلي 2008 هلسنكي، فنلندا
- المؤتمر الدولي للتعلم الآلي 2007 كورفاليس، أوريغون، الولايات المتحدة
- المؤتمر الدولي للتعلم الآلي 2006 بيتسبرغ، بنسلفانيا، الولايات المتحدة
- المؤتمر الدولي للتعلم الآلي 2005 بون، ألمانيا
- المؤتمر الدولي للتعلم الآلي 2004 بانف، كندا
- المؤتمر الدولي للتعلم الآلي 2003 واشنطن العاصمة، الولايات المتحدة
- المؤتمر الدولي للتعلم الآلي 2002 سيدني، أستراليا
- المؤتمر الدولي للتعلم الآلي 2001 ماساتشوستس، الولايات المتحدة
- المؤتمر الدولي للتعلم الآلي 2000 ستانفورد، كاليفورنيا، الولايات المتحدة

## روابط خارجية
الموقع الرسمي